# Пульопулова къща
Пульопуловата къща (на гръцки: Αρχοντικό Πουλιόπουλου) е възрожденска къща в град Костур, Гърция.

## Местоположение
Къщата е разположена в южната традиционна махала Долца (Долцо), на улица „Цакалис“ № 2 и площад „Братя Емануил“ („Долцо“).

## История
Сградата е построена в 1860 година. Пожар напълно унищожава третия етаж, но е реставриран напълно.
В 1965 година сградата е обявена за паметник на културата.

## Архитектура
В архитектурно отношение принадлeжи към типа квадратни сгради с вписан кръст. Сградата е добре поддържана и на първия етаж работи ресторант „Долцо“.